# Reinhold Platz
Reinhold Platz (ur. 16 stycznia 1886 w Cottbus, zm. 15 września 1966 w Ahrensburgu) – niemiecki konstruktor lotniczy, główny konstruktor przedsiębiorstwa Fokker, twórca sławnych myśliwców z okresu I wojny światowej, w szczególności Fokkera D.VII.
W 1904 roku nauczył się spawać nowatorską wówczas metodą z użyciem palnika acetylenowo-tlenowego, opracowaną przez Edmonda Fouchego, który – doceniając jego umiejętności, w tym spawania aluminium – wysyłał go do wielu krajów Europy by demonstrował nową technikę, co pozwoliło Platzowi zyskać wielkie doświadczenie (m.in. praktykował spawając konstrukcje samolotów dla kilku samodzielnych pilotów i pionierów lotnictwa m.in. dla Hermanna Dornera i Gabriela Poulain). Dzięki temu doświadczeniu dostał w 1912 roku pracę w zakładach Fokkera. Wczesne spawy były nader zawodne i niemieckie lotnictwo podchodziło do takich łączeń bardzo nieufnie, ale po serii badań, konstrukcje Fokkera, oparte na pracach Platza, udowodniły swoją solidność i bezpieczeństwo.
W 1915 roku Platz został awansowany na szefa działu konstrukcji eksperymentalnych, a rok później – na konstruktora. Anton Fokker oficjalnie nigdy nie mianował „głównego konstruktora” i osobiście prowadził rozmowy z przedstawicielami władz i podwykonawcami. Trudno jasno ocenić wkład Fokkera, Platza i innych współpracowników w konstrukcje przedsiębiorstwa. Najprawdopodobniej Fokker, doskonały pilot, sugerował ogólny kształt nowej maszyny, Platz na tej podstawie konstruował prototyp, do którego Fokker – po oblocie – sugerował poprawki, aż maszyna była wystarczająco dopracowana, by kierować ją do produkcji seryjnej. Ani Fokker ani Platz nie mieli technicznego wykształcenia, ale uzupełniali nawzajem swoje doświadczenia – pierwszy pilota, drugi – technologa i praktyka konstrukcji.
Pod kierownictwem Platza przedsiębiorstwo Fokkera zbudowało wiele samolotów, noszących wewnętrzne oznaczenia od V.1 do V.45. W 1917 roku Platz został dyrektorem zakładów Fokkera w Schwerin, zatrudniających 1500 osób. W swoich konstrukcjach rozwijał użycie płata o grubym profilu, opartym na dźwigarze o skrzynkowej budowie, lekkim, ale bardzo wytrzymałym. Pierwszą seryjną maszyną wykorzystującą taką konstrukcję, był trójpłatowiec Fokker Dr.I. Kolejnymi były dwupłatowe Fokker D.VI, i najsławniejsza konstrukcja Platza – D.VII. Samoloty te obywały się bez zewnętrznych usztywnień w postaci zastrzałów czy drutów, co zmniejszało opory. Fokker D.VII był łatwy w pilotażu, solidny, niezwykle zwrotny i o wielkiej możliwości manewru pionowego, nawet na dużych wysokościach. Dzięki swoim zaletom był tak groźny dla lotnictwa Ententy, że jako jedyny został wymieniony w akcie zawieszenia broni: Niemcy zostały zobowiązane do wydania swojego lotnictwa Aliantom, „w szczególności aparatów typu D.VII”. Kolejna konstrukcja Platza, górnopłat D.VIII, wygrała kolejny konkurs na myśliwiec urządzony przez lotnictwo niemieckie, ale ze względu na zakończenie wojny, nie została w pełni sprawdzona operacyjnie. Po serii katastrof spowodowanych niedbałym wykonawstwem w fabryce Perzina, której Fokker zlecił budowę płatów dla swych samolotów, Platz przejął nadzór nad produkcją także w tych zakładach, podnosząc standardy jakości i zapewniając solidność produktów.
Po wojnie Platz wyemigrował wraz z Fokkerem do Holandii, gdzie kontynuował projektowanie samolotów i zarządzanie produkcją. Pierwsza cywilna konstrukcja Platza, prototypowy V.44, była oparta na powiększonej konstrukcji myśliwca D.VIII z miejscami dla dwóch członków załogi i czterech pasażerów w otwartych kabinach. Rozwiązanie takie, typowe dla samolotów ówczesnych wojskowych było nieakceptowalne dla maszyny pasażerskiej i pierwszy seryjny samolot tej klasy, F.II został wyposażony w zamkniętą kabinę. Platz ulepszył następnie projekt, tworząc wygodny, choć wciąż niewielki (pięciomiejscowy) samolot F.III. Oba samoloty, o mieszanej, drewniano-metalowej konstrukcji, też miały charakterystyczne dla maszyn Platza, wolnonośne grube skrzydła i kadłuby ze stalowych rur. Najbardziej udany z samolotów Fokkera z lat 20. – Fokker F.VII nie był konstrukcji Platza, aczkolwiek ten był odpowiedzialny za poprawioną wersję F.VIIa i zbudowanie trójsilnikowej wersji (F.VIIa/3m). Wykorzystując dostępność silniejszych jednostek napędowych Platz zbudował następnie większy dwusilnikowy F.VIII, uzyskując, dzięki likwidacji dziobowego silnika lepszą aerodynamikę kadłuba i zmniejszenie hałasu, co wiązało się z większym komfortem pasażerów.
W marcu 1931 roku odszedł z firmy na emeryturę.

Samoloty konstrukcji Reinholda Platza
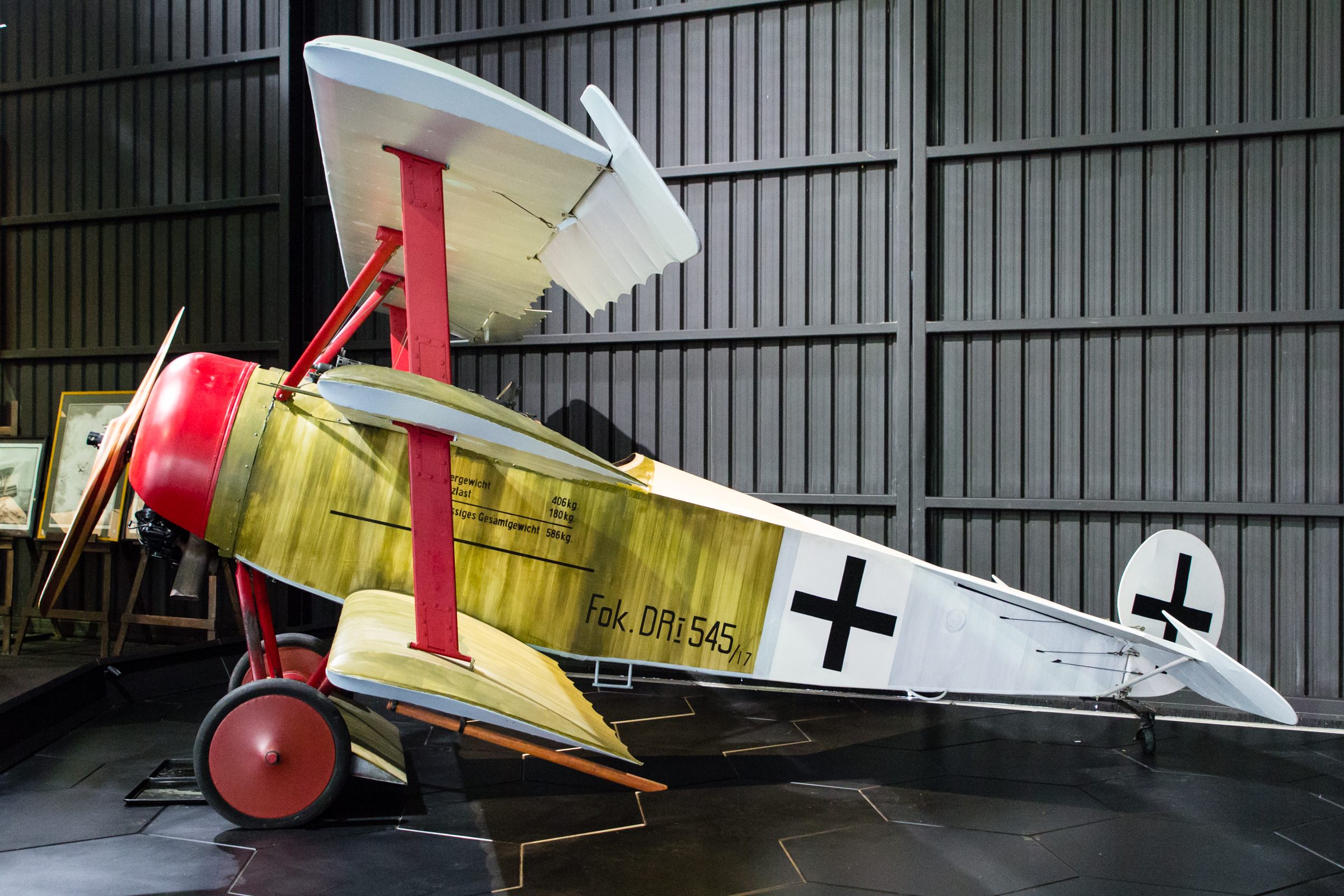
Trójpłatowy myśliwiec Dr.I
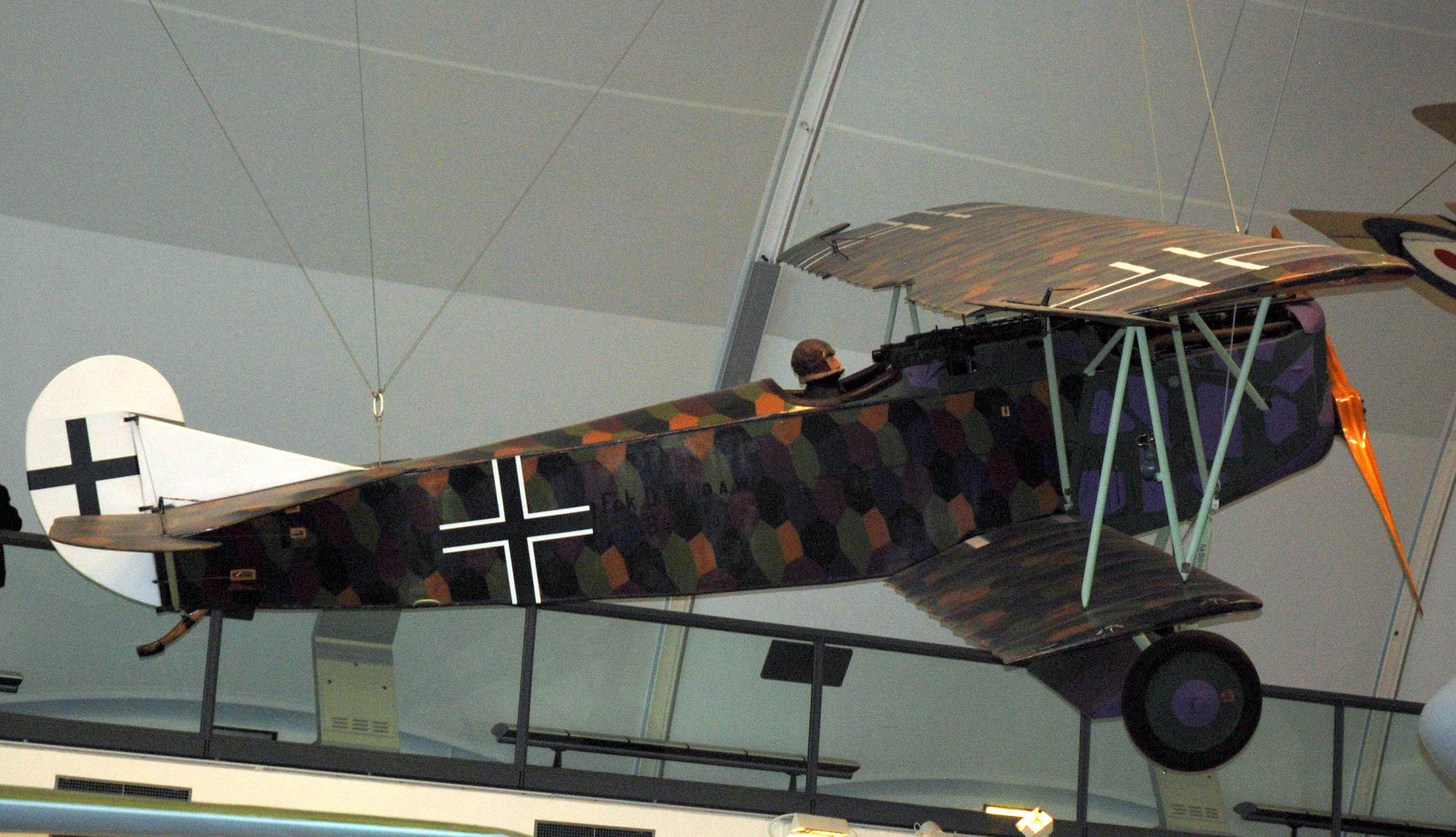
D.VII – najgroźniejszy myśliwiec I wojny światowej
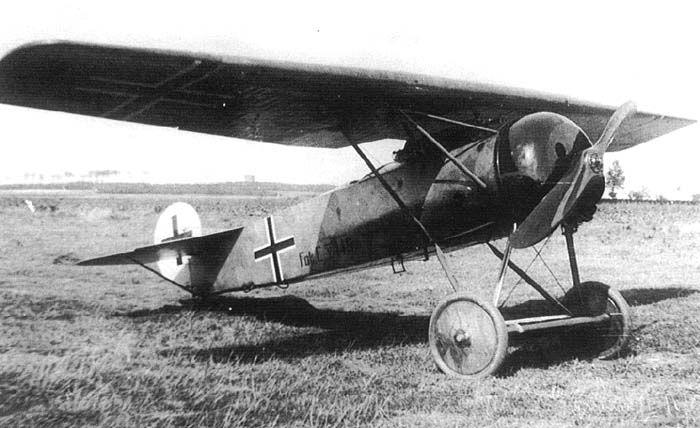
Górnopłat typu parasol – Fokker D.VIII
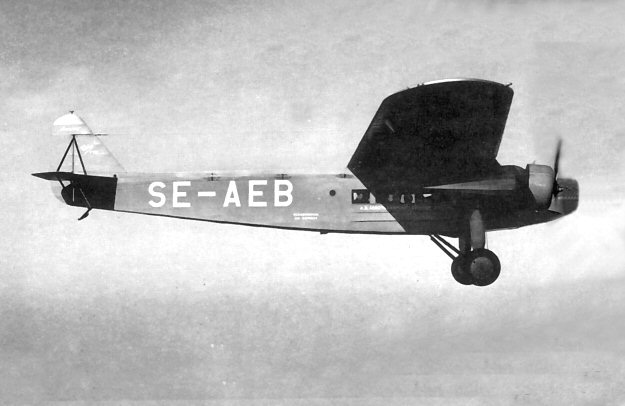
Pasażerski F.VIII z 1927 roku